# Arroyo Faisán
Arroyo Faisán är en ort i Mexiko.   Den ligger i kommunen Metlatónoc och delstaten Guerrero, i den sydöstra delen av landet, 280 km söder om huvudstaden Mexico City. Arroyo Faisán ligger 957 meter över havet och antalet invånare är 161.
Terrängen runt Arroyo Faisán är kuperad åt nordväst, men åt sydost är den bergig. Runt Arroyo Faisán är det ganska glesbefolkat, med 24 invånare per kvadratkilometer. Närmaste större samhälle är Iliatenco, 17,6 km nordväst om Arroyo Faisán. I omgivningarna runt Arroyo Faisán växer huvudsakligen savannskog.